# Budrovka
Budrovka (Lavandula × intermedia 'Budrovka'; poznat i kao Hvarski lavandin, Hvarska lavanda) je križanac prave lavande (L. angustifolia) i širokolisne lavande (L. latifolia).
Svi lavandini, Lavandula × heterophylla (sin. Lavandula x hybrida) i L. x intermedia imaju mnogo više ulja od od prave lavande, no kvaliteta tog ulja je slabija. Hvarski lavandin, zbog razlike u kemijskom sastavu ulja, ne djeluje smirujuće, za razliku od prave lavande. No, hvarski lavandin je dobar analgetik.

## Proizvodnja
Lavanda i lavandino eterično ulje su veoma traženi proizvodi u farmaceutskoj industriji. U svijetu se proizvodi oko 200 tona ulja prave lavande, te nešto više ulja hibridne lavande. U Hrvatskoj se, do požara koji je krajem devedesetih poharao otok Hvar, proizvodilo oko 20 tona ulja hibridne lavande, no požar koji je sveo tu proizvodnju na svega 2 tone.